# Негдје на дну срца
Негдје на дну срца је песма коју пева Здравко Чолић, српски певач. Песма је објављена 1990. године на албуму Да ти кажем шта ми је и осма је песма са овог албума.

## Текст и мелодија
Песма Негдје на дну срца је ауторско дело, чији је текст написала Весна  Николић, Марина Туцаковић и Горан Бреговић.
Музику за песму радила је Марија Радић и Горан Бреговић а аранжман Горан Бреговић.

## Спот
Музички видео је на Чолићев званични Јутјуб канал отпремљен 21. маја 2013. године.